# Chamaeleo necasi
Chamaeleo necasi е вид влечуго от семейство Хамелеонови (Chamaeleonidae).

## Разпространение
Видът е разпространен в Бенин и Того.